# Xuan Chuan
Xuan Chuan (chinesisch 宣传, * 1982) ist ein chinesischer Badmintonspieler. 

## Karriere
Xuan Chuan siegte 2005 bei den Mongolia International im Herreneinzel. In der Folgezeit spielte er für die SG EBT Berlin in der 1. Badminton-Bundesliga und gewann mit dem Verein 2005 und 2006 Silber sowie 2007 und 2008 Bronze in der Liga.

## Sportliche Erfolge
| Saison    | Veranstaltung                     | Disziplin    | Platz | Name |
| --------- | --------------------------------- | ------------ | ----- | --- |
| 2005      | Mongolia International            | Herreneinzel | 1     | Xuan Chuan |
| 2004/2005 | Deutsche Mannschaftsmeisterschaft | Mannschaft   | 2     | SG EBT Berlin (Xuan Chuan, Robert Blair, Conrad Hückstädt, Kasperi Salo, Christian Haustveit, Tim Dettmann, Fabian Zilm, Nicole Grether, Joanne Nicholas-Wright)                                                      |
| 2005/2006 | Deutsche Mannschaftsmeisterschaft | Mannschaft   | 2     | SG EBT Berlin (Xuan Chuan, Robert Blair, Tim Dettmann, Fredrik Bergström, Conrad Hückstedt, Kasperi Salo, Nicole Grether, Juliane Schenk)                                                                             |
| 2006/2007 | Deutsche Mannschaftsmeisterschaft | Mannschaft   | 3     | SG EBT Berlin |
| 2007/2008 | Deutsche Mannschaftsmeisterschaft | Mannschaft   | 3     | SG EBT Berlin (Xuan Chuan, Tim Dettmann, Dieter Domke, Conrad Hückstädt, Karsten Lehmann, Michał Łogosz, Johannes Schöttler, Johannes Szilagyi, Nicole Grether, Janet Köhler, Joanne Nicholas-Wright, Juliane Schenk) |